# Horohiv
Horohiv (în ucraineană Горохів) este orașul raional de reședință al raionului Horohiv din regiunea Volînia, Ucraina. În afara localității principale, nu cuprinde și alte sate.

## Demografie
Componența lingvistică a orașului Horohiv
     Ucraineană (98,59%)
     Rusă (1,24%)
     Alte limbi (0,06%)
Conform recensământului din 2001, majoritatea populației orașului Horohiv era vorbitoare de ucraineană (98,59%), existând în minoritate și vorbitori de rusă (1,24%).